# Lijst van afleveringen van Dynasty
Dit is een lijst met afleveringen van de Amerikaanse televisieserie Dynasty uit de jaren tachtig. De serie telt 9 seizoenen. Een overzicht van alle afleveringen is hieronder te vinden.

## Seizoen 1
| Nr. | Titel aflevering             | Uitzenddatum VS  |
| --- | ---------------------------- | ---------------- |
| 1   | Oil                          | 12 januari 1981  |
| 4   | The Honeymoon                | 19 januari 1981  |
| 5   | The Dinner Party             | 26 januari 1981  |
| 6   | Fallon's Wedding             | 2 februari 1981  |
| 7   | The Chauffeur Tells a Secret | 16 februari 1981 |
| 8   | The Bordello                 | 23 februari 1981 |
| 9   | Krystle's Lie                | 2 maart 1981     |
| 10  | The Necklace                 | 2 maart 1981     |
| 11  | The Beating                  | 9 maart 1981     |
| 12  | The Birthday Party           | 16 maart 1981    |
| 13  | The Separation               | 23 maart 1981    |
| 14  | Blake Goes to Jail           | 13 april 1981    |
| 15  | The Testimony                | 20 april 1981    |

## Seizoen 2
| Nr. | Titel aflevering          | Uitzenddatum VS  |
| --- | ------------------------- | ---------------- |
| 1   | Enter Alexis              | 4 november 1981  |
| 2   | The Verdict               | 11 november 1981 |
| 3   | Alexis' Secret            | 18 november 1981 |
| 4   | Fallon's Father           | 25 november 1981 |
| 5   | Reconciliation            | 2 december 1981  |
| 6   | Viva Las Vegas            | 9 december 1981  |
| 7   | The Miscarriage           | 16 december 1981 |
| 8   | The Mid-East Meeting      | 6 januari 1982   |
| 9   | The Psychiatrist          | 13 januari 1982  |
| 10  | Sammy Jo and Steven Marry | 20 januari 1982  |
| 11  | The Car Explosion         | 27 januari 1982  |
| 12  | Blake's Blindness         | 3 februari 1982  |
| 13  | The Hearing               | 10 februari 1982 |
| 14  | The Iago Syndrome         | 17 februari 1982 |
| 15  | The Party                 | 24 februari 1982 |
| 16  | The Baby                  | 3 maart 1982     |
| 17  | Mother and Son            | 10 maart 1982    |
| 18  | The Gun                   | 24 maart 1982    |
| 19  | The Fragment              | 7 april 1982     |
| 20  | The Shakedown             | 14 april 1982    |
| 21  | The Two Princes           | 28 april 1982    |
| 22  | The Cliff                 | 5 mei 1982       |

## Seizoen 3
| Nr. | Titel aflevering     | Uitzenddatum VS   |
| --- | -------------------- | ----------------- |
| 1   | The Plea             | 29 september 1982 |
| 2   | The Roof             | 6 oktober 1982    |
| 3   | The Wedding          | 20 oktober 1982   |
| 4   | The Will             | 27 oktober 1982   |
| 5   | The Siblings         | 3 november 1982   |
| 6   | Mark                 | 10 november 1982  |
| 7   | Kirby                | 17 november 1982  |
| 8   | La Mirage            | 24 november 1982  |
| 9   | Acapulco             | 1 december 1982   |
| 10  | The Locket           | 8 december 1982   |
| 11  | The Search           | 15 december 1982  |
| 12  | Samantha             | 29 december 1982  |
| 13  | Danny                | 5 januari 1983    |
| 14  | Madness              | 12 januari 1983   |
| 15  | Two Flights to Haiti | 26 januari 1983   |
| 16  | The Mirror           | 4 februari 1983   |
| 17  | Battle Lines         | 16 februari 1983  |
| 18  | Reunion in Singapore | 25 februari 1983  |
| 19  | Fathers and Sons     | 3 maart 1983      |
| 20  | The Downstairs Bride | 9 maart 1983      |
| 21  | The Vote             | 16 maart 1983     |
| 22  | The Dinner           | 30 maart 1983     |
| 23  | The Threat           | 13 april 1983     |
| 24  | The Cabin            | 20 april 1983     |

## Seizoen 4
| Nr. | Titel aflevering    | Uitzenddatum VS   |
| --- | ------------------- | ----------------- |
| 1   | The Arrest          | 28 september 1983 |
| 2   | The Bungalow        | 5 oktober 1983    |
| 3   | The Note            | 19 oktober 1983   |
| 4   | The Hearing: Part 1 | 26 oktober 1983   |
| 5   | The Hearing: Part 2 | 2 november 1983   |
| 6   | Tender Comrades     | 9 november 1983   |
| 7   | Tracy               | 16 november 1983  |
| 8   | Dex                 | 23 november 1983  |
| 9   | Peter De Vilbis     | 30 november 1983  |
| 10  | The Proposal        | 7 december 1983   |
| 11  | Carousel            | 21 december 1983  |
| 12  | The Wedding         | 28 december 1983  |
| 13  | The Ring            | 4 januari 1983    |
| 14  | Lancelot            | 11 januari 1984   |
| 15  | Seizure             | 18 januari 1984   |
| 16  | A Little Girl       | 1 februari 1984   |
| 17  | The Accident        | 22 februari 1984  |
| 18  | The Vigil           | 29 februari 1984  |
| 19  | Steps               | 7 maart 1984      |
| 20  | The Voice: Part 1   | 14 maart 1984     |
| 21  | The Voice: Part 2   | 21 maart 1984     |
| 22  | The Voice: Part 3   | 28 maart 1984     |
| 23  | Birthday            | 4 april 1984      |
| 24  | The Check           | 11 april 1984     |
| 25  | The Engagement      | 18 april 1984     |
| 26  | New Lady in Town    | 2 mei 1984        |
| 27  | The Nightmare       | 9 mei 1984        |

## Seizoen 5
| Nr. | Titel aflevering        | Uitzenddatum VS   |
| --- | ----------------------- | ----------------- |
| 1   | Disappearance           | 26 september 1984 |
| 2   | The Mortage             | 10 oktober 1984   |
| 3   | Fallon                  | 17 oktober 1984   |
| 4   | The Rescue              | 24 oktober 1984   |
| 5   | The Trial               | 31 oktober 1984   |
| 6   | The Verdict             | 7 november 1984   |
| 7   | Amanda                  | 14 november 1984  |
| 8   | The Secret              | 21 november 1984  |
| 9   | Domestic Intrigue       | 28 november 1984  |
| 10  | Krystina                | 5 december 1984   |
| 11  | Swept Away              | 12 december 1984  |
| 12  | That Holiday Spirit     | 19 december 1984  |
| 13  | The Avenger             | 2 januari 1985    |
| 14  | The Will                | 9 januari 1985    |
| 15  | The Treasure            | 16 januari 1985   |
| 16  | Foreign Relations       | 23 januari 1985   |
| 17  | Triangles               | 30 januari 1985   |
| 18  | The Ball                | 6 februari 1985   |
| 19  | Circumstantial Evidence | 13 februari 1985  |
| 20  | The Collapse            | 20 februari 1985  |
| 21  | Life and Death          | 27 februari 1985  |
| 22  | Parental Consent        | 6 maart 1985      |
| 23  | Photo Finish            | 13 maart 1985     |
| 24  | The Crash               | 20 maart 1985     |
| 25  | Reconciliation          | 27 maart 1985     |
| 26  | Sammy Jo                | 3 april 1985      |
| 27  | Kidnapped               | 10 april 1985     |
| 28  | The Heiress             | 8 mei 1985        |
| 29  | Royal Wedding           | 15 mei 1985       |

## Seizoen 6
| Nr. | Titel aflevering  | Uitzenddatum VS   |
| --- | ----------------- | ----------------- |
| 1   | The Aftermath     | 25 september 1985 |
| 2   | The Homecoming    | 2 oktober 1985    |
| 3   | The Californians  | 9 oktober 1985    |
| 4   | The Man           | 16 oktober 1985   |
| 5   | The Gown          | 30 oktober 1985   |
| 6   | The Titans        | 13 november 1985  |
| 7   | The Decision      | 20 november 1985  |
| 8   | The Proposal      | 27 november 1985  |
| 9   | The Close Call    | 4 december 1985   |
| 10  | The Quarrels      | 11 december 1985  |
| 11  | The Roadhouse     | 18 december 1985  |
| 12  | The Solution      | 25 december 1985  |
| 13  | Suspicions        | 8 januari 1986    |
| 14  | The Alarm         | 15 januari 1986   |
| 15  | The Vigil         | 22 januari 1986   |
| 16  | The Accident      | 29 januari 1986   |
| 17  | Souvenirs         | 5 februari 1986   |
| 18  | The Divorce       | 12 februari 1986  |
| 19  | The Dismissal     | 19 februari 1986  |
| 20  | Ben               | 26 februari 1986  |
| 21  | Masquerade        | 5 maart 1986      |
| 22  | The Subpoenas     | 12 maart 1986     |
| 23  | The Trial: Part 1 | 19 maart 1986     |
| 24  | The Trial: Part 2 | 26 maart 1986     |
| 25  | The Vote          | 2 april 1986      |
| 26  | The Warning       | 9 april 1986      |
| 27  | The Cry           | 16 april 1986     |
| 28  | The Rescue        | 30 april 1986     |
| 29  | The Triple-Cross  | 14 mei 1986       |
| 30  | The Vendetta      | 21 mei 1986       |

## Seizoen 7
| Nr. | Titel aflevering          | Uitzenddatum VS   |
| --- | ------------------------- | ----------------- |
| 1   | The Victory               | 24 september 1986 |
| 2   | Sideswiped                | 1 oktober 1986    |
| 3   | Focus                     | 15 oktober 1986   |
| 4   | Reward                    | 22 oktober 1986   |
| 5   | The Arraignment           | 5 november 1986   |
| 6   | Romance                   | 12 november 1986  |
| 7   | The Mission               | 19 november 1986  |
| 8   | The Choice                | 26 november 1986  |
| 9   | The Secret                | 3 december 1986   |
| 10  | The Letter                | 10 december 1986  |
| 11  | The Ball                  | 17 december 1986  |
| 12  | Fear                      | 31 december 1986  |
| 13  | The Rig                   | 7 januari 1987    |
| 14  | A Love Remembered: Part 1 | 14 januari 1987   |
| 15  | A Love Remembered: Part 2 | 21 januari 1987   |
| 16  | The Portrait              | 28 januari 1987   |
| 17  | The Birthday              | 4 februari 1987   |
| 18  | The Test                  | 11 februari 1987  |
| 19  | The Mothers               | 25 februari 1987  |
| 20  | The Surgery               | 4 maart 1987      |
| 21  | The Garage                | 11 maart 1987     |
| 22  | The Shower                | 18 maart 1987     |
| 23  | The Dress                 | 25 maart 1987     |
| 24  | Valez                     | 1 april 1987      |
| 25  | The Sublet                | 8 april 1987      |
| 26  | The Confession            | 22 april 1987     |
| 27  | The Affair                | 29 april 1987     |
| 28  | Shadow Play               | 6 mei 1987        |

## Seizoen 8
| Nr. | Titel aflevering      | Uitzenddatum VS   |
| --- | --------------------- | ----------------- |
| 1   | The Seige: Part 1     | 23 september 1987 |
| 2   | The Seige: Part 2     | 30 september 1987 |
| 3   | The Aftermath         | 7 oktober 1987    |
| 4   | The Announcement      | 14 oktober 1987   |
| 5   | The Surrogate: Part 1 | 28 oktober 1987   |
| 6   | The Surrogate: Part 2 | 4 november 1987   |
| 7   | The Primary           | 18 november 1987  |
| 8   | The Testing           | 25 november 1987  |
| 9   | The Setup             | 2 december 1987   |
| 10  | The Fair              | 9 december 1987   |
| 11  | The New Moguls        | 23 december 1987  |
| 12  | The Spoiler           | 30 december 1987  |
| 13  | The Interview         | 6 januari 1988    |
| 14  | Images                | 13 januari 1988   |
| 15  | The Rifle             | 20 januari 1988   |
| 16  | The Bracelet          | 27 januari 1988   |
| 17  | The Warning           | 3 februari 1988   |
| 18  | Adam's Son            | 10 februari 1988  |
| 19  | The Scandal           | 2 maart 1988      |
| 20  | The Trial             | 9 maart 1988      |
| 21  | The Proposal          | 16 maart 1988     |
| 22  | Colorado Roulette     | 30 maart 1988     |

## Seizoen 9
| Nr. | Titel aflevering            | Uitzenddatum VS  |
| --- | --------------------------- | ---------------- |
| 1   | Broken Krystle              | 2 november 1988  |
| 2   | A Touch of Sable            | 10 november 1988 |
| 3   | She's Back                  | 30 november 1988 |
| 4   | Body Trouble                | 7 december 1988  |
| 5   | Alexis in Blunderland       | 14 december 1988 |
| 6   | Every Picture Tells a Story | 21 december 1988 |
| 7   | The Last Hurrah             | 4 januari 1989   |
| 8   | The Wedding                 | 11 januari 1989  |
| 9   | Ginger Snaps                | 25 januari 1989  |
| 10  | Delta Woe                   | 1 februari 1989  |
| 11  | Tankers, Cadavers to Chance | 8 februari 1989  |
| 12  | All Hands on Dex            | 15 februari 1989 |
| 13  | Virginia Reels              | 22 februari 1989 |
| 14  | House of the Falling Son    | 1 maart 1989     |
| 15  | The Son Also Rises          | 15 maart 1989    |
| 16  | Grimes and Punishment       | 22 maart 1989    |
| 17  | Sins of the Father          | 29 maart 1989    |
| 18  | Tale of the Tape            | 5 april 1989     |
| 19  | No Bones to It              | 12 april 1989    |
| 20  | Here Comes the Son          | 26 april 1989    |
| 21  | Blasts from the Pasts       | 3 mei 1989       |
| 22  | Catch 22                    | 10 mei 1989      |